# Huopalahti vasútállomás
Huopalahti vasútállomás Finnországban, Helsinki településen található.

## Vasútvonalak
Az állomást az alábbi vasútvonalak érintik:
- Helsinki–Turku-vasútvonal
- Huopalahti–Vantaankoski-vasútvonal

## Kapcsolódó állomások
A vasútállomáshoz az alábbi állomások vannak a legközelebb:
- Ilmala vasútállomás (Helsinki Central, Helsinki–Turku-vasútvonal, délkelet, L Helsinki - Kirkkonummi, A Helsinki - Leppävaara, I Helsinki < Lentoasema < Helsinki)
- Valimo railway station (Turku pályaudvar, Helsinki–Turku-vasútvonal, nyugat)
- Pohjois-Haaga vasútállomás (Huopalahti–Vantaankoski-vasútvonal, észak)
- Pasila vasútállomás (Helsinki Central, X Helsinki - Siuntio, Y Helsinki - Siuntio, U Helsinki - Kirkkonummi, E Helsinki - Kauklahti)
- Leppävaara vasútállomás (Siuntio vasútállomás, X Helsinki - Siuntio, Y Helsinki - Siuntio)
- Leppävaara vasútállomás (Kirkkonummi vasútállomás, U Helsinki - Kirkkonummi)
- Valimo railway station (Kirkkonummi vasútállomás, L Helsinki - Kirkkonummi)
- Leppävaara vasútállomás (Kauklahti vasútállomás, E Helsinki - Kauklahti)
- Valimo railway station (Leppävaara vasútállomás, A Helsinki - Leppävaara)
- Pohjois-Haaga vasútállomás (Helsinki Central, P Helsinki - Lentoasema- Helsinki, Lentoasema vasútállomás)